# Gymnopteris phanerodictyon
Gymnopteris phanerodictyon là một loài dương xỉ trong họ Pteridaceae. Loài này được Engl. mô tả khoa học đầu tiên năm 1908.
Danh pháp khoa học của loài này chưa được làm sáng tỏ. 